# ジ・オーバーランド
ジ・オーバーランド（英: The Overland）は、オーストラリアのメルボルンからアデレードまでを結ぶ長距離旅客列車である。

## 歴史
1887年1月、南オーストラリア州とビクトリア州の鉄道が Serviceton で繋がったのに合わせ、メルボルン - アデレードを結ぶ夜行列車「Adelaide Express」として運行を開始、オーストラリアの州都間を乗り換えなしで結ぶ初めての列車であった。1926年に現在のジ・オーバーランドに改名される。1982年には運行の効率化のため、アデレードからメルボルンへ向かう列車の一部を昼行列車化。1995年に広軌から標準軌に改軌された。現在全列車が昼行列車として運行されている。

## 車内設備
以前は寝台車（ゴールドカンガルーサービス）を連結していたが2007年3月31日で廃止された。現在は全て座席車（レッドカンガルーサービス）で、レッドプレミアムとレッドスタンダードの2種類に分かれる。
レッドプレミアム
2＋1配列、シートピッチ67cmで1両の定員は36名。枕・毛布無料サービス、サイドテーブルがあり、荷物は周囲180cmまでの20kgを2個、10kgを1個の計50kgまで預けることが可能。食事（朝食及び昼食、自分の座席まで運んでくれる）・飲料類は全て運賃に含まれ、飲料・軽食についてはカフェカーで追加料金無しに注文できる（オールインクルーシブ）。
レッドスタンダード
2＋2配列、シートピッチ49cmで1両の定員は60名。枕・毛布は有料。荷物は周囲180cmまでの2kgを2個まで預けることが可能。飲食物はカフェカーで別途有料で購入する形となる。
※共通サービスとして無料オンボードマガジンがある。

## 運行ダイヤ
所要時間は約9～11時間、週2往復の運転である。運行ダイヤは以下の通り（全て現地時刻）。
- メルボルン (08:05 月・金) → (18:00) アデレード
- アデレード (07:45 日・06:55 木) → (18:50) メルボルン

なおメルボルンはUTC+10:00、アデレードはUTC+09:30である。

## 運賃
基本的に乗車ごとの打ち切り計算であるが、アデレードでインディアンパシフィックやザ・ガンに乗り換える場合の運賃が別に設定されている。大人・子供・学生・バックパッカー運賃の設定がある。